# 41 (број)
41 је број, нумерал и име глифа који представља тај број. 41 је природан број који се јавља после броја 40, а претходи броју 42.

## У математици
- Је тринаести прост број

## У науци
- Је атомски број ниобијума

## У спорту
- Је број на дресу кошаркаша Дирка Новицког у НБА екипи Далас Маверикса[1]

## Остало
- 41. симфонија је задња симфонија Моцарта
- Је међународни позивни број за Швајцарску[2]
- Џорџ Буш је био 41. председник Сједињених држава